# District métropolitain de St Helens
Le district métropolitain de St Helens (en anglais : Metropolitan Borough of St Helens) est un district métropolitain du Merseyside. Il porte le nom de sa principale ville St Helens et comprend les localités de Newton-le-Willows, Earlestown, Haydock, Rainhill, Eccleston, Clock Face, Billinge et Rainford.
Le district est créé le 1er avril 1974, par le Local Government Act 1972. Il est issu de la fusion de l'ancien district de Saint Helens, avec les districts urbains de Hoydock, Newton-le-Willows et Rainford, des portions des districts urbains de Billinge-and-Winstanley et Ashton-in-Makerfield, ainsi qu'une partie du district rural de Whiston.

## Crédit d'auteurs
- (en) Cet article est partiellement ou en totalité issu de l’article de Wikipédia en anglais intitulé « Metropolitan Borough of St Helens » (voir la liste des auteurs).